# Werner IV. von Palant

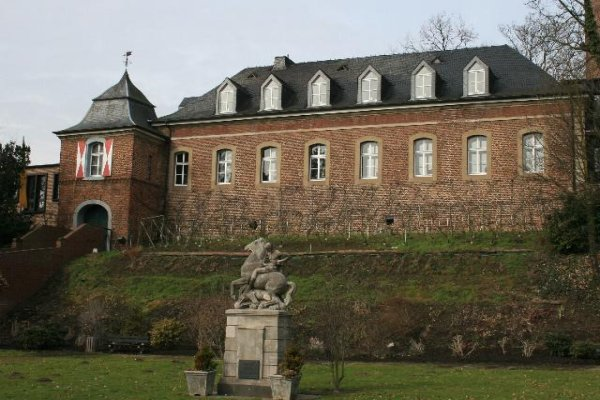
Burg Wassenberg, gebaut um 1420

Werner IV. von Palant oder Pallandt (* um 1480, † vor dem 1. März 1557), Herr zu Ruyff und Breitenbend, war vom 15. Juni 1502 bis 1533 Pfandherr und Drost (auch Amtmann genannt) des Amtes Wassenberg im Westzipfel des Herzogtums Jülich, der bis zur Maas reichte. Während seiner Zeit als Drost fand im Maasland die erste Welle der Reformation statt, die vor allem von täuferischen Predigern getragen wurde. Er hat sich besonders als ihr Förderer und Beschützer hervorgetan.

## Vorgeschichte
Nach der Schlacht bei Worringen 1288 war Wassenberg an die Herzöge von Brabant gefallen. Es wurde 1310 dem Herrn von Heinsberg als Pfand für eine Anleihe übergeben. Ab 1383 gehörten Brabant und somit auch das Wassenberger Land (etwa 145 km²) zu Burgund, das 1482 als Erbschaft seiner Frau in den Besitz von Erzherzog (später Kaiser) Maximilian von Habsburg kam. Die Wassenberger Pfandschaft war Mitte des 15. Jahrhunderts an Graf Vinzenz von Moers-Saarwerden (1414–1499) gegangen, der sie 1480 wegen Bankrott unter die Treuhand-Verwaltung des Herzogs Wilhelm IV. von Jülich stellte. Diesem gehörte Wassenberg allerdings noch nicht, es handelte sich nur um die Einnahmen aus dieser Herrschaft. Erst 1494 kaufte der Herzog von Jülich für 1800 rheinische Gulden dem Habsburger Kaiser das Wassenberger Land ab. Damit war für das Wassenberger Land eine seit Worringen dauernde Periode als Teil der Niederlande zu Ende. Es war aber weiterhin eng mit dem Maasland verbunden, wie sich auch im Folgenden zeigen wird. Unter Maasland wird hier der Niederländisch sprechende Teil des Maaslandes südlich von Venlo verstanden.

## Die Palants von Wassenberg

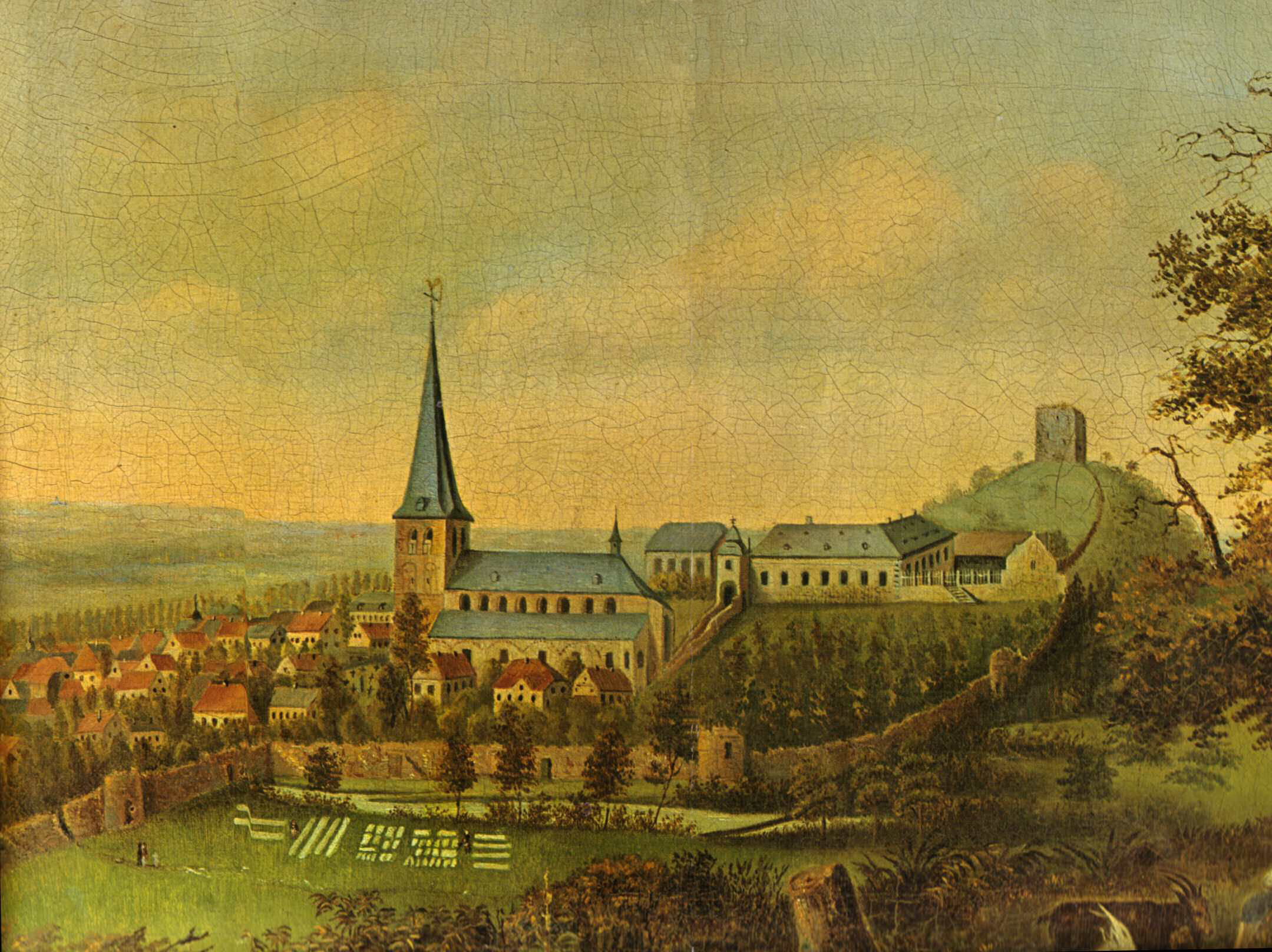
Wassenberg mit Burg im frühen 19. Jh.

Zwei Jahre später, 1496, lieh Werner III. von Pallandt (* ca. 1430, ⚭ 1464 Adriane von Alpen-Hönnepel) aus der reichen Familie der Pallandt dem Herzog Wilhelm IV. 10144 Goldgulden und bekam dafür das Amt Wassenberg als Pfand. Er war der erste Palant von Wassenberg, wohin er sein Domizil verlegte. Er brachte die Herrschaft wieder zum Blühen.
Am 15. Juni 1502 folgte ihm sein Sohn Werner IV. als Drost nach und heiratete im selben Jahr Alveradis von Oist (Oost, einer Herrschaft südöstlich von Maastricht). Er wählte als Wappenspruch: „Treue und Recht - niemandes Knecht!“, aber legte der Ständevertretung jährlich einen Bericht über seine Tätigkeit vor, eine für die Zeit ungewöhnliche Form der Transparenz. Er hat die alte Waldsatzung (oude bosrol) des Meinwegwaldes (heute der niederländische Nationalpark De Meinweg) überliefert und am 5. September 1527 vor dem Holzgeding eine Rede über nachhaltige Forstwirtschaft gehalten. Sein Vater Werner III. starb 1504 oder kurz danach. In zweiter Ehe heiratete Werner IV. am 28. Mai 1532 Johanna van Bronckhorst-Batenburg, eine Schwester von Herman van Bronckhorst-Batenburg, Herr zu Stein an der Maas, dessen vier älteste Söhne auf Seiten der aufständischen Niederlande starben in den Anfangsjahren des Achtzigjährigen Krieges (1568–1648).
Die Palant waren eine im westlichen Rheinland und den östlichen Niederlanden weit verzweigte Familie. So kann es leicht zu Verwechslungen kommen. Es gab beispielsweise einen Verwandten, der auch Werner IV. von Palant genannt wurde, Herr von Selem und Wyenrade, * etwa 1520, † 1. Dezember 1594.

## Werner IV. von Palant als Beschützer von Reformatoren
Die Reformation erreichte das Maasland und die Vereinigten Herzogtümer Jülich-Kleve-Berg (zu denen Wassenberg ja inzwischen auch gehörte) in der Regierungszeit von Johann dem Friedfertigen, der ab 1521 deren erster gemeinsamer Herzog war. Er war ein Anhänger des Humanismus und versuchte einen Ausgleich zwischen Katholiken und Lutheranern zu finden. Durch diese Toleranz waren die Vereinigten Herzogtümer wichtig für die Ausbreitung des Luthertums, aber auch von anderen Richtungen, obwohl die Herzöge Johann und sein Sohn Wilhelm V. gegenüber den Täufern weniger tolerant waren, denn diese distanzierten sich wesentlich radikaler von der alten Kirche, und stellten teilweise auch die weltliche Macht in Frage. Sie waren somit Teil der Radikalen Reformation.
Wie die Herzöge von Jülich-Kleve-Berg fühlte sich Werner von Palant von den Ideen des Humanismus inspiriert. Ab ca. 1530 wurde sein Hof ein Asyl vertriebener Prediger, besonders aus dem übrigen Maasland. Sie fanden auch Zuflucht in drei benachbarten Herrschaften in der Westspitze des Herzogtums: Susteren, Born und Millen (dort besonders in Höngen). Zu ihnen pilgerte die Anhängerschaft in großer Zahl, um weiterhin ihren Prädikanten zuhören und das Abendmahl feiern zu können. In den Niederlanden werden protestantische Seelsorger „Predikanten“ genannt. Weil Werner von Palant der erste und wichtigste Herr war, der diesen verfolgten Predigern Zuflucht gewährte, wurden sie bald die „Wassenberger Prädikanten“ genannt.
Der Herzog hat Werner von Palant eine Weile erlaubt, das Abendmahl in beiden Gestalten (sub utraque specie, als Brot UND Wein) zu empfangen, denn das war ja nicht nur bei den Täufern der Fall. Diese Genehmigung galt eigentlich nur für ihn persönlich. Lange Zeit hat er den Wassenberger Drost aber auch gewähren lassen, wenn der eine größere Menschenmenge in sein Schloss ließ, um das Abendmahl auf diese Art zu feiern. Mit seinen Schützlingen entwickelten sich die Auffassungen von Werner von Palant nun aber wesentlich radikaler, als dem Herzog lieb war, und zwar in Richtung des Täufertums.
Ab 1532 fanden in Münster die Ereignisse statt, die zum Täuferreich von Münster führen sollten. Sie machten in ganz Europa auf Anhänger und Gegner der Reformation großen Eindruck. Herzog Johann III. warnte 1532 den Drosten von Wassenberg, sich nicht ins Lager der „ufruerer“ zu begeben, obwohl ihm klar war, dass dieser sich längst dort befand. Die Wassenberger Prädikanten zogen nach Münster. Durch die fast explosionsartige Entwicklung wurde besonders ab 1533 überall die Verfolgung der Täufer stark intensiviert, nun auch in den Vereinigten Herzogtümern.

## Amtsenthebung
Herzog Johann III. hatte schon lange vor, eine Kirchenvisitation durchzuführen. Sein Ziel war eine Reform, die sowohl die Katholische Kirche als auch zumindest die Lutheraner zufrieden stellen würde. Am 29. Oktober 1532 tagten dazu die herzöglichen Räte in Düsseldorf. In jeder Herrschaft sollte der Amtmann und die Mitglieder der Ritterschaft, der Schulz und die Schöffen, sowie die Kirchenmeister eingeladen werden um dann u. a. über die Pfarrgeistlichen, über deren Lehre und ihr Leben, ihre Amtsausübung und ihr Verhältnis zur kirchlichen Ordnung auszusagen. Werner van Palant hat in dieser Sitzung seine grundsätzlichen Einwände gegen den Plan geäußert, in diesen Angelegenheiten Behördenvertreter zu befragen. Denn seiner Ansicht nach durfte die Religion und das Gewissen nicht von den Fürsten bestimmt werden, wie das sich in der Confessio Augustana anbahnte und 1555 beim Augsburger Religionsfrieden festgelegt werden sollte, sondern war seiner Ansicht nach eine rein persönliche Angelegenheit. Dieser Grundsatz, der heute als allgemein akzeptiert gilt, wurde damals fast nur von den Täufern vertreten.
Die Kirchenvisitation ist 1533 trotz dieser Bedenken wie geplant durchgeführt worden, auch in den Ämtern Brüggen, Wassenberg, Born, Millen und Heinsberg, die kirchenrechtlich zum Bistum Lüttich gehörten, aber staatsrechtlich Herzog Johann III. unterstanden. Die Visitation hat den Abfall dieser Gebiete von der alten Kirche klar bewiesen.
Der Herzog konnte in der aktuellen Lage seine bisherige Toleranz gegenüber dem Wassenberger Pfandherrn nicht beibehalten. Er forderte seine Räte zu einer Stellungnahme auf. Es gab Verständnis dafür, dass der Drost weder gegen sein Gewissen handeln noch andere dazu zwingen wollte. Man gab zu bedenken, „er habe dem vorigen und jetzigen Herzoge treu gedient und sei nun zu seinen alten Tagen gekommen.“ Die darauf folgende Amtsenthebung war ehrenvoll und sah mehr nach einer Pensionierung aus. Dem Drost wurde das Geld zurückgezahlt, für das sein Vater das Amt Wassenberg als Pfand bekommen hatte, und er konnte in Ruhe seine Besitzungen verkaufen. Am 17. Dezember 1534 verkaufte er seinem Nachfolger Nicolaus von Myrbach die Gerätschaften der Schlossbrauerei.

## Lebensabend
Werner von Palant zog nach Köln, wo er auf dem Klapperhof am Gereonswall‚ später auch Palanthof genannt, seine letzten Jahre verbracht hat. Er blieb auch nach dem Verlust seines Drostenamtes ein Freund der Täufer. Bei ihm haben sich auch später, noch während der Verfolgungen, Prädikanten und Boten aufgehalten. Anfang 1534 besuchte ihn Jacob von Ossenbruch, überbrachte ihm Schreiben von seinem ehemaligen Hofprediger Klopreis und berichtete ihm von den in Münster geschehenen „Wundern“. Es gibt allerdings eine Quittung aus dem Jahre 1545, unterzeichnet mit „Werner Palant zu Bredenbent, Herr zu Berg, Amtmann zu Wilhelmstein-Boisseler“.
Der Palanthof wurde noch Ende des 16. Jahrhunderts häufig von Täufern als Wohnung und als Versammlungslokal benutzt. 1569 sind einige adelige Damen, darunter auch die Jungfer von Palant, in den Verdacht der „Wiedertäuferei“ gekommen, weswegen sie Köln verlassen mussten.
Die Amtsenthebung Werners IV. von Palant, das Ende der Wassenberger Prädikanten und die gewaltsame Unterdrückung des „Neuen Jerusalems“ in Münster bedeuten aber nicht das Ende der Täufer an der Maas. Noch 1628 war der Großteil der Fischer in Visserweert „doopsgesind“ (taufgesinnt). Sie waren Mennoniten, die keine Waffen auf ihren Schiffen duldeten.

## Weiterführende Weblinks
- Website der Stadt Wassenberg
- Denkmale in der Stadt Wassenberg